# Butterfly (canción de Kylie Minogue)
«Butterfly» es una canción de estilo pop-dance escrita por Kylie Minogue y Steve Anderson para el séptimo álbum de la australiana Light Years. Fue producía por el DJ Mark Picchiotti. La canción fue lanzada como sencillo promocional en otoño del 2001 y fue un éxito en las listas de Club/Dance Play de Billboard llegando a la posición #14.
La canción fue originalmente emitida en las discotecas en primavera del 2000 en el Reino Unido. Butterfly ha estado en la carrera de ser el cuarto sencillo de Light Years, pero debido a fuertes influencias del club, se decidió lanzar a Please Stay en vez de este. Sin embargo, Mark Pichotti remixó la canción y la emitió en los Estados Unidos a través de su propia discográfica Blue2 Label (Una división de BluePlate Records), donde se transformó en un éxito en las listas de música dance de dicho país.

## Formatos
US Mail order CD sencillo
1. "Butterfly" (4:09)
2. "Butterfly" (Sandstorm Vocal Mix) (7:15)
3. "Butterfly" (E-Smoove Vocal Mix) (8:05)
4. "Butterfly" (Illicit Mix) (7:19)
5. "Butterfly" (Trisco Mix (Long)) (7:50)
6. "Butterfly" (Havoc's Deep Inside the Cocoon Mix) (7:56)
7. "Butterfly" (Craig J's Mix) (5:41)
8. "Butterfly" (Sandstorm Dub) (9:03)
9. "Butterfly" (E-Smoove Dub) (8:06)

US CD sencillo
1. "Butterfly" (Sandstorm Vocal Mix) (7:15)
2. "Butterfly" (E-Smoove Vocal Mix) (8:05)
3. "Butterfly" (Illicit Mix) (7:19)
4. "Butterfly" (Trisco Mix (Short)) (6:37)
5. "Butterfly" (4:09)

US 12" sencillo Vinilo
1. "Butterfly" (Sandstorm Vocal Mix) (7:15)
2. "Butterfly" (E-Smoove Vocal Mix) (8:05)
3. "Butterfly" (Illicit Mix) (7:19)
4. "Butterfly" (Trisco Mix (Long)) (7:50)

## Presentaciones en vivo
- On A Night Like This Tour

La canción fue acompañada con un video de interludio en los siguientes conciertos:
- Showgirl: Homecoming Tour
- For You, For Me Tour 2009

## Listas de popularidad
| Lista (2001)                   | Posición más alta |
| ------------------------------ | ----------------- |
| U.S. Hot Dance Music/Club Play | 6                 |

- Datos: Q852379